# Parti démocratique populaire (Tonga)
Pour les articles homonymes, voir Parti démocratique populaire.
Le Parti démocratique populaire (PDP) est un parti politique tongien, fondé le 8 avril 2005. Teisina Fuko en fut le premier dirigeant. Le PDP fut le premier parti officiellement établi aux Tonga.